# Diocesi di Pselchis
La diocesi di Pselchis (in latino Dioecesis Pselchitana) è una sede soppressa e sede titolare della Chiesa cattolica in Africa settentrionale.

## Storia
Pselchis, identificabile con Dakkeh nell'odierno Egitto, è un'antica sede episcopale della provincia romana della Tebaide Seconda nella diocesi civile d'Egitto. Faceva parte del patriarcato di Alessandria ed era suffraganea dell'arcidiocesi di Tolemaide.
Nelle fonti conciliari antiche non esiste una diocesi con questo nome. L'Itinerario antonino e la tavola Peutingeriana riportano una località indicata come Pselcim o Spelci, che secondo Le Quien è da identificare con Psynchus, sede vescovile documentata in due concili: nel concilio di Efeso del 431, dove fu presente Teone, e il concilio di Calcedonia, al quale prese parte Giovanni, entrambi documentati come episcopi Psinchus. Secondo Martin, quest'antica diocesi egiziana fu eretta probabilmente all'epoca dell'arcivescovo Teofilo (385-412).
Un papiro, in cattive condizioni di conservazione, contiene parte della lettera festale che Cirillo di Alessandria indirizzò a tutti i vescovi del patriarcato per annunciare la data della Pasqua del 413. La lettera è accompagnata dall'elenco dei vescovi deceduti quell'anno e di coloro che ne presero il posto; anche a Psynchos ci fu un avvicendamento, ma le condizioni in cui si trova il papiro permettono di conoscere solo il nome del nuovo vescovo, Nemesio o Nemesiano, ma non quello del predecessore defunto.
Dal 1933 Pselchis è annoverata tra le sedi vescovili titolari della Chiesa cattolica; la sede finora non è mai stata assegnata.

## Cronotassi dei vescovi
- Anonimo † (? - 413 deceduto)
- Nemesio o Nemesiano † (413 - ?)
- Theon † (menzionato nel 431)
- Giovanni † (menzionato nel 451)